# Фредерік Франсуа-Марсаль
Фредерік Франсуа-Марсаль (фр. Frédéric François-Marsal; 16 березня 1874, Париж, Франція — 20 травня 1958, Жизор) — французький політичний діяч Третьої Республіки, який короткий час був прем'єр-міністром Франції з 9 по 15 червня 1924 року. За своєю посадою прем'єр-міністра він також був два дні (11 — 13 червня 1924) як виконувач обов'язків президента Французької Республіки між відставкою Олександра Мильєрана і обранням Гастона Думерга.